# Bibliothèque nationale d'Espagne
Pour les articles homonymes, voir BNE.

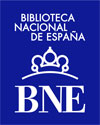
logo de la BNE.

La Bibliothèque nationale d'Espagne (en espagnol : Biblioteca Nacional de España ou BNE), qui dépend du ministère de la Culture espagnol, est la plus grande bibliothèque publique d’Espagne. À ce titre, elle reçoit et conserve les exemplaires de tous les livres publiés en Espagne et se doit de réunir, cataloguer et conserver les fonds bibliographiques qui comprennent plus de 28 millions de publications produites sur le territoire national depuis le début du XVIIIe siècle. De plus, elle conserve une collection d’incunables, de manuscrits, d’estampes, de dessins, de photographies, de gravures sonores, de partitions…
Pour pouvoir consulter ces fonds, il suffit d’être en possession d’une carte de lecteur ou de chercheur. Les salles d’exposition et le musée de la Bibliothèque, où se déroulent diverses expositions et activités culturelles, sont libres d’accès.
La Bibliothèque nationale d’Espagne diffuse son patrimoine bibliographique grâce à son catalogue et à l’élaboration de la Bibliographie espagnole. Elle a développé des services au public dans les salles de consultation, des services à distance à travers sa page web, des services d’information bibliographique spécialisée et le prêt entre bibliothèques. L’accès aux collections numériques de la Bibliothèque s'effectue via la Bibliothèque numérique hispanique. Le musée de la Bibliothèque divulgue les collections, le fonctionnement et l’histoire de la Bibliothèque nationale. De plus, la bibliothèque a développé un programme d’actions culturelles.

## Histoire

### Origines

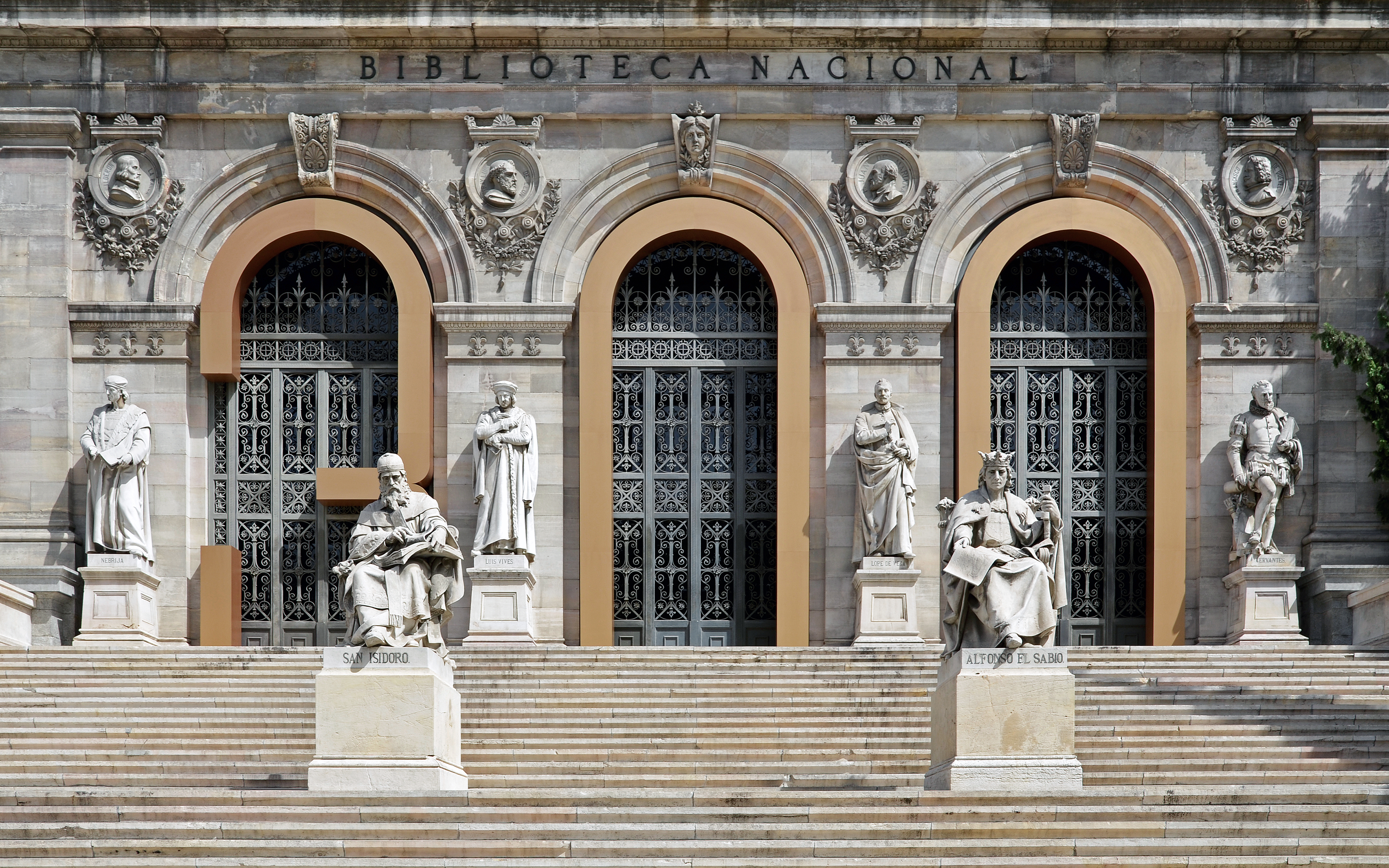
Escalier et entrée principale de la Bibliothèque nationale d'Espagne, monuments à San Isidoro, Alonso Berruguete, Alfonso X el Sabio par José Alcoverro

Le 29 décembre 1711, le roi Philippe V approuve le plan que lui ont présenté son confesseur Pedro Robinet et Melchor de Macanaz pour créer une Bibliothèque royale. La création de celle-ci dynamise la culture espagnole du XVIIIe siècle, notamment grâce à sa mission de « rénover l’érudition historique et de sortir au grand jour les véritables racines de la nation et de la monarchie espagnoles ».
La construction du bâtiment commence rapidement dans le passage qui unissait l’Alcázar royal de Madrid au monastère de l'Incarnation.
La Bibliothèque royale est ouverte au public le 1er mars 1712. Le 2 janvier 1716, Philippe V signe le décret royal fondateur, qui déclare le caractère public de la bibliothèque, ouverte à « tous les étudiants » et qui établit les règles fondamentales pour son fonctionnement.
Quand la bibliothèque ouvre ses portes, ses fonds sont alors composés de matériaux provenant des collections privées des monarques d’Espagne, Philippe IV et Philippe V, lequel ordonna d’amener plus de 6 000 volumes de France. Les premiers exemplaires ajoutés à la collection sont confisqués aux Austrophiles, qui perdirent la guerre de Succession, comme le marquis de Mondéjar et le duc de Uceda. À cette collection sont ajoutées quelques bibliothèques privées de nobles comme le comte d’Aguilar et le duc de Medinaceli. En 1715, la Bibliothèque royale compte déjà 28 242 livres imprimés, 1 282 manuscrits et 20 000 médailles.
Le précédent du dépôt légal, établi en 1716, permet à la bibliothèque d'agrandir ses collections de manière considérable. À cela s’additionne l’effet de l’ordonnance royale du 11 mai 1752, avec laquelle la Bibliothèque royale acquiert le droit d’évaluer les taxes des librairies sur la vente, et de sélectionner entre les listes de livres qui lui étaient présentées les œuvres qui n’étaient pas dans ses fonds.
En 1738, la première œuvre issue du fruit du travail de la Bibliothèque est publiée sous le titre de Bibliotheca Universal de la Polygraphia Española, réalisée par Cristobal Rodriguez. Cette œuvre, appuyée pendant sa préparation par le Bibliothécaire en chef Juan de Ferreras, est la première d’une série d’œuvres de paléographie espagnole.
Durant l’époque de Juan de Ferreras, des catalogues ou indices ont commencé à être développés pour le public. Le bibliothécaire Juan de Iriarte s’est spécialement chargé de cette tâche, élaborant le Regia Matritensis Bibliotheca Geographicca et Chronologica en 1729, le premier catalogue de la bibliothèque, et postérieurement le Regia Matritensis Bibliotheca Mathematica (catalogue de mathématiques) et le Regiae Bibliothecae Matritensis Codices Greci (catalogue de manuscrits grecs).
L’arrêté royal du 19 juin 1761, rédigé par le bibliothécaire Juan de Santander et approuvé par le roi Charles III, modifie l’original de 1716 en créant l’Imprimerie royale qui liait « le travail éditorial de la Bibliothèque aux plus remarquables imprimeurs, relieurs et graveurs de l’époque. » Le bibliothécaire en chef devient directeur de la Bibliothèque royale et les bibliothécaires sont considérés comme serviteurs de la Maison royale, avec les privilèges correspondants. Le graveur Manuel Monfort Asensi, nommé trésorier en 1784, permet à l'institution de constituer un premier fonds d'estampes.

### XIXesiècle
Au cours du XIXe siècle, la Bibliothèque change de lieu à plusieurs reprises. En 1809, sous le règne de Joseph Bonaparte, la bibliothèque s’installe au couvent de l’ordre des Trinitaires de la rue Atocha. En 1819, la bibliothèque change de lieu une fois encore et s’installe au palais où le Conseil a tenu ses sessions d’Amirauté en raison des réclamations par l’ordre des Trinitaires après le retour de Ferdinand VII. En 1826 s’effectue un troisième transfert de l’ancienne résidence du marquis Alcañices, dans l’actuelle rue de Arrieta, son lieu de résidence durant le XIXe siècle.
Les collections de la bibliothèque ont également été touchées par les événements du XIXe siècle. Tout d’abord, le désamortissement espagnol conduit au dépôt de nombreuses œuvres espagnoles provenant d’institutions religieuses supprimées. En effet, en 1837, la création de la commission provinciale scientifique et artistique est créée dans le but de sélectionner les œuvres provenant de couvents supprimés. Celles-ci furent déposées dans les bibliothèques et les musées, ou vendues aux enchères. De cette façon, sont déposés à la Bibliothèque nationale environ 70 000 volumes venant de couvents madrilains affectés par le désamortissement espagnol. La bibliothèque récupère également une grande partie des collections de la Bibliothèque du Parlement, fondée par l’assemblée constituante Cortes de Cadix en 1814, et qui sera abolie en 1838. Enfin, en 1869, Manuel Ruiz Zorrilla ordonne la saisie des archives, des bibliothèques et des collections d’art détenues par des cathédrales, des mairies, des monastères et des ordres militaires au nom du désamortissement culturel. Par ce moyen, la bibliothèque nationale d’Espagne peut s’enrichir grâce aux œuvres de valeurs possédées par les cathédrales d’Avila et de Tolède.
Par le décret du 28 novembre 1836, la Bibliothèque royale est rebaptisée Bibliothèque nationale et elle dépend désormais du ministère de l’Intérieur de la Péninsule. Des bourses sont accordées à la bibliothèque qui devient « le principal moteur de recherche bibliographique en Espagne ». Elles permettent de promouvoir les intérêts des bibliothécaires et des bibliographes. En 1858, le corps des archivistes, des bibliothécaires et des archéologues est créé.
En 1876, la Bibliothèque a déjà acquis 300 000 livres, 200 000 dépliants imprimés et plus de 300 000 manuscrits. Malgré plusieurs déménagements, la Bibliothèque nationale s'agrandit encore et ses besoins dépassent la capacité des lieux qu’elle occupait auparavant. En 1857, un projet est mis en œuvre pour la construction d’un nouveau siège social. En 1864, c’est finalement l’architecte Francisco Jareño Alarcóna qui est choisi.
Le 21 avril, 1866 la reine Isabelle II pose la première pierre du Palais des archives, bibliothèques et musées, situé dans un fameux boulevard de la capitale (el Paseo de Recoletos). Pour des raisons économiques, le travail avance très lentement à cause de nombreux changements dans le projet initial. En 1884, Antonio Ruiz de Salces Jareño remplace Francisco Jareño Alarcóna pour la construction du nouveau bâtiment de la Bibliothèque nationale. En 1892, il achève la construction de l’édifice et le 16 mars 1896, la bibliothèque nationale est ouverte au public.

### XXesiècle

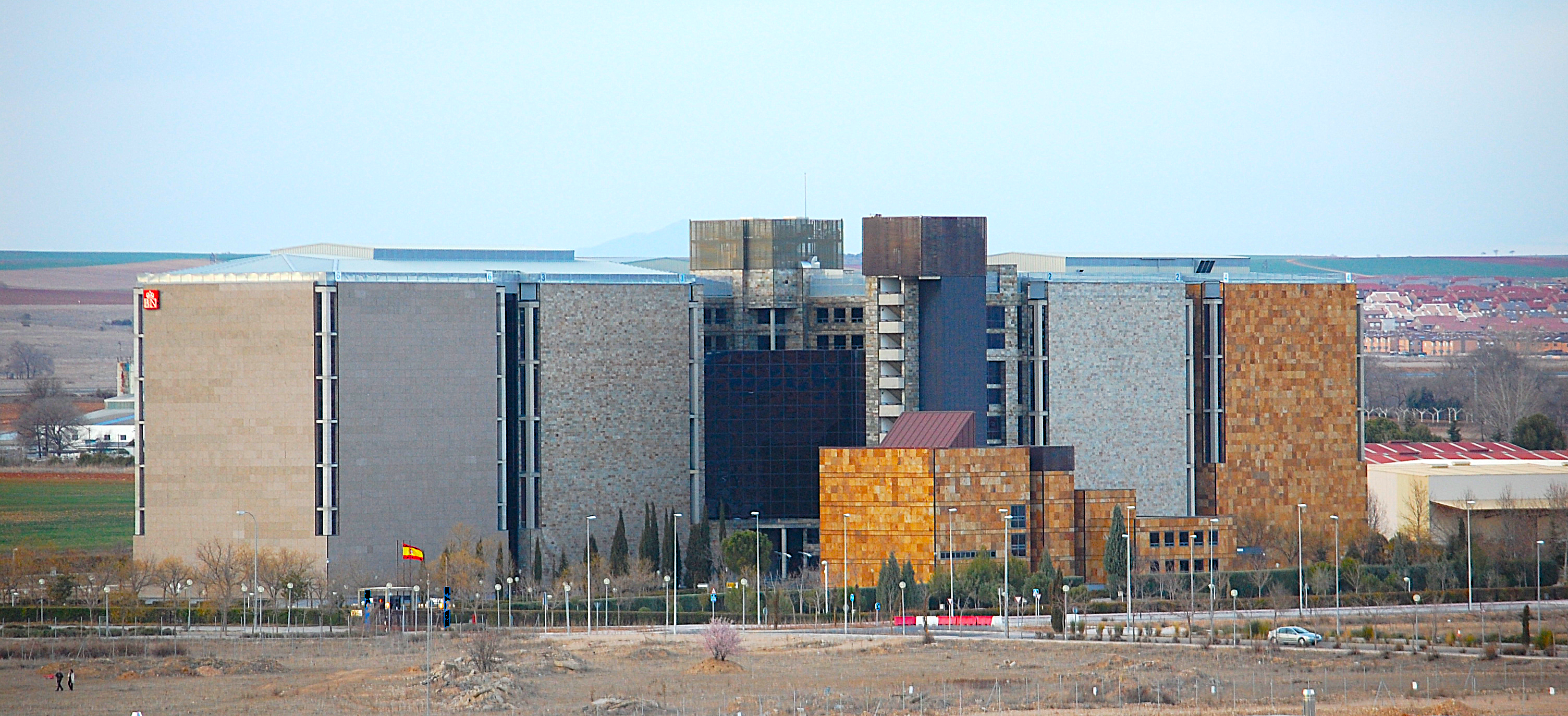
Siège de la Bibliothèque nationale d’Espagne à Alcalá de Henares.

Le XXe siècle commence avec l’approbation du « Règlement des bibliothèques publiques de l’État » par le décret royal du 18 octobre 1901. Grâce à cette loi, qui abroge celle de 1857, la Bibliothèque nationale prend la tête des bibliothèques espagnoles.
Durant cette période, l’érudit espagnol Marcelino Menéndez y Pelayo est le directeur de la Bibliothèque nationale. Il promeut la création de catalogues spécialisés, le catalogue des Manuscrits arabes existants à la Bibliothèque nationale de Madrid, de Francisco Guillien Robles en 1899, le catalogue des Portraits de personnes espagnoles de 1901, et en 1906 le catalogue de la Collection des dessins originaux de la Bibliothèque nationale, d'Angel M. Barcia. Ainsi une nouvelle impulsion est donnée à la Restauration des Archives, Bibliothèques et Musées, qui est un instrument important dans le développement du champ de bibliothéconomique en Espagne.
En 1930, le ministre de l’Instruction publique et des Beaux-Arts, Elias Tormo, crée le Conseil de la Bibliothèque nationale, un organe qui a élu Miguel Artiguas comme directeur de la bibliothèque. Durant la Seconde République espagnole, Artigas et le Conseil lancent un processus de restauration, d’extension de l’édifice et des réformes des services de bibliothèque. Parmi celles-ci, on compte la réorganisation du Salon de Lecture, la création du conseil général, ouverte au public et inaugurée par le président Niceto Alcalá-Zamora, et aussi l’extension des horaires d'ouverture.
Pendant la guerre civile, la Bibliothèque nationale ferme ses portes. Les fonds les plus précieux sont évacués aux tours de Los Serranos dans la province de Valence. Pour sauver de la destruction les fonds des centres religieux, palaces ou maisons particulières, autour de 500 000 volumes sont transférés à la Bibliothèque par l’intermédiaire du Conseil de la capture et de la protection des trésors artistiques. Beaucoup de ces fonds proviennent de prestigieuses bibliothèques privées, et certains ne purent être rendus à la fin de la guerre. L’édifice de la Bibliothèque nationale est aussi victime des bombardements pendant la guerre. Cependant, ils n’ont causé aucun dommage aux fonds hébergés à l’intérieur.
Après la guerre, Miguel Artigas est à nouveau élu directeur et en 1939, le système décimal est introduit pour l'indexation des fonds des bibliothèques publiques espagnoles. Dans les années après la guerre, différentes expositions marquantes ont lieu, dont deux dédiées à Miguel de Cervantès et une autre sous le titre de « Un millénaire du livre espagnol » en 1952. En 1953, le nouveau siège des Archives historiques nationales, qui avant partageait l’édifice avec la Bibliothèque et le musée archéologique national de Madrid, est inauguré.
Bien qu’il y ait eu de nombreuses réformes d’organisation et de gestion de la Bibliothèque durant les années 1950, la plus importante est le décret organique du 8 mars 1957 et son règlement correspondant, publié le 20 décembre de la même année. Le nouveau règlement restructure les services de la Bibliothèque, en imposant notamment que le directeur soit un membre du Corps facultatif et en réduisant les fonctions de la direction. En 1957, un nouveau décret de dépôt légal est promulgué, il obtient que les imprimeurs respectent les mêmes dispositions de la loi.
Malgré les réformes, il y a toujours beaucoup de missions bibliothéconomiques à caractère national que la Bibliothèque ne remplit pas. Par exemple, en 1970, est créé l’Institut bibliographique hispanique, comprenant le Service national d’information documentaire et bibliographique, le Dépôt légal et la Commission nationale de planification et de coordination bibliographique. La Bibliothèque de périodiques nationale fondée en 1941, réunit aussi une importante collection de presse espagnole. En 1978, les collections de la Bibliothèque comprennent autour de 5 millions de pièces et ont aux alentours de 412 000 lecteurs annuels.
En 1982, la première étude de faisabilité pour l’automatisation de la bibliothèque est réalisée, et est concrétisée par l’adoption du système SABINA, une version particulière du logiciel espagnol SABINI. Par décret royal, en 1985, l’Institut bibliographique hispanique, le Département des périodiques national et le Centre du Trésor documentaire et Bibliographique sont intégrés à la Bibliothèque nationale. En 1985, la BNE est déclarée « Institution bibliothécaire supérieure de l’État et chef du système espagnol des bibliothèques ». À la fin des années 1982, des œuvres sont initiées pour créer un second dépôt à Alcalá de Henares (inauguré en 1993) et le système d’automatisation ARIADNA commence à fonctionner en 1991.
En 1991, par décret royal (R.D. 1581/1991 du 31 octobre), le statut d’organisme autonome de la Bibliothèque nationale est approuvé. On initie une phase d’agrandissement pour la Bibliothèque. De nouveaux services ouvrent comme celui de l’Information généalogique et héraldique, l’Information générale, et la Bibliothèque de Documentation. En 1995, le musée du livre est inauguré et le plan d’automatisation continue. En 1996, la BNE inaugure son propre site web sur Internet.

### XXIesiècle
Le nouveau statut de la bibliothèque, approuvé par le décret royal 1638/2009 du 30 octobre, entre en vigueur le 11 novembre 2009. L’un des principaux changements est le nom officiel de l’institution, désormais « Bibliothèque nationale d’Espagne », pour une meilleure identification « dans les forums et les organisations internationales ».
La loi prévoit que la bibliothèque assure la représentation des régions et des universités dans leur conseil d’administration. Pour cela, le vice-président de la Conférence sectorielle sur la culture et le président de la Conférence des recteurs des universités espagnoles sont inclus dans le conseil. La loi modifie également la procédure de nomination du directeur général. Il est désormais nommé par décret royal, avec l’approbation du Conseil des ministres, sur proposition du ministre de la Culture et après consultation royale, « selon des critères de compétence et d’expérience dans le domaine … bibliothèques et de la gestion culturelle ».
Le 5 mai 2010, le Conseil des ministres de l’Espagne supprime le poste de directeur général de la Bibliothèque nationale dans la hiérarchie administrative du gouvernement de l’Espagne, le transformant en sous-directeur-général, après quoi Milagros del Corral, directrice, présente sa démission. Elle est remplacée par la présidente de la Fédération espagnole des documents d’archives, bibliothèque, documentation et musées (FESABID), Gloria Pérez-Salmerón.
Pendant cette période, les projets de la Bibliothèque nationale sont nombreux. En 2007, le nouveau musée de la Bibliothèque nationale ouvre et remplace l’ancien musée du livre. En 2008, la Bibliothèque numérique hispanique est inaugurée, et permet d'accéder aux ressources numérisées de la Bibliothèque. La Bibliothèque a également pris part aux réseaux sociaux, elle a ouvert sa page Facebook en 2008, puis sur d'autres plateformes Web 2.0 comme Twitter, YouTube, Slideshare (en), Flickr et WordPress.
En 2009, la Bibliothèque nationale lance un projet en collaboration avec l’Internet Archive, afin de « collecter, archiver et conserver les domaines ». En octobre 2010, le BNE inaugure l’Interactive Quichotte, une version numérisée et interactive de l’œuvre de Cervantes, qui comprend des contenus qui aident à contextualiser la lecture, par exemple une carte avec les aventures de Don Quichotte et des articles sur la vie au XVIIe siècle.
À l’échelle internationale, la bibliothèque contribue à la base de données Dialnet. Sa participation à un projet de recherche avec le groupe d’ingénierie ontologique (Ontology Engineering Group) de l’université polytechnique de Madrid a donné lieu à la création de Datos, avec une partie importante des dossiers de la BNE convertis en RDF et disponibles en ligne.
La Bibliothèque nationale d'Espagne prend part aux associations professionnelles comme l'IFLA et l’OCLC, à d'importants groupes de travail. La BNE fait partie du fichier d'autorité international virtuel (VIAF) depuis sa création. Elle a également une place importante dans les organismes de normalisation tels que l’Organisation internationale de normalisation (ISO) ou l'AENOR, son homologue national. La BNE est aussi présente dans EURIG, un organisme mis en place afin de promouvoir les intérêts professionnels communs des utilisateurs et des utilisateurs potentiels de la RDA (Resource Description and Access) en Europe.
La Bibliothèque participe également au projet IMPACT, qui analyse les caractères manuscrits des œuvres dites orphelines pour pouvoir reconnaître leurs auteurs, ainsi que le projet ARROW, qui vise à rendre une base de données européenne à ces mêmes œuvres dont on ne connaît pas les ayants droit. Elle contribue également au catalogage cantonal du XVI-XIX, en collaboration avec la Fondation générale de l’université d’Alcalá.
Le 15 novembre 2010, la Bibliothèque nationale d’Espagne présente son catalogue de la bibliothèque de la collection d’incunables, en double volume, rédigé par Julian Martin Abad, chef de manuscrits et incunables de la BNE et qui compte 2297 éditions et 3 158 exemplaires.
Le 13 décembre 2011, le roi d’Espagne inaugure l’exposition de la Bibliothèque nationale d’Espagne : 300 años haciendo historia (« 300 ans d’histoire »), un acte qui débute la commémoration de la célébration du tricentenaire de sa fondation.

## Sites
La Bibliothèque nationale d'Espagne comprend différents sites : celui du Palais de la bibliothèque et des musées nationaux dans le Paseo de Recoletos (Madrid), celui d'Alcalá de Henares, la Bibliothèque nationale des périodiques, et, depuis 2010, le siège électronique de la Bibliothèque nationale d’Espagne.

## Dépôt légal
Le dépôt légal est imposé par la loi. Il s'agit de déposer, dans une ou plusieurs agences spécifiques, des exemplaires des publications de tous types, sans restriction de supports, pour la distribution publique, la location ou la vente. Il a pour objectif de garantir la conservation et l’accès au patrimoine culturel d’un pays aux chercheurs d’aujourd’hui et de demain.
Le 26 juillet 1716, le roi Philippe V d’Espagne décide qu’un exemplaire de « toutes les nouvelles impressions qui se feraient sur mes territoires » devra être remis à la Bibliothèque royale de Madrid. Ce privilège royal, ancêtre de l’actuel dépôt légal, était détenu depuis le 12 janvier 1619 par la Bibliothèque Royale de San Lorenzo de El Escorial.
Le dépôt légal n’a pas été systématiquement respecté, et ce jusqu’à la promulgation du décret royal du 23 décembre 1957. Ce décret établit un système administratif qui donne la responsabilité du dépôt légal aux imprimeurs . La typologie des supports soumis au dépôt légal est déjà très large (supports imprimés, enregistrements sonores, cartes géographiques, films, cartes postales, etc.).
Ce décret a été conservé pratiquement intact dans son contenu. L’ordonnance du 30 octobre 1971, et celle du 20 février 1973, modifient quelques articles du Règlement de l’Institut bibliographique hispanique.
Plusieurs bouleversements politiques majeurs (la configuration de l’Espagne comme état autonome, les transferts de la gestion du dépôt légal aux communautés autonomes) et des changements importants dans le monde de l’édition, notamment l’apparition de nouvelles technologies, ont rendu indispensable la promulgation d’une nouvelle loi. La loi du 29 juillet 2011, à propos du dépôt légal établit les changements suivants :
- Situe l’éditeur comme dépositaire central,
- Établit les compétences des communautés autonomes et de la BNE dans ce domaine,
- Fixe les grandes lignes en ce qui concerne le dépôt des publications électroniques en ligne
- Réduit le nombre d’exemplaires qui doivent être déposés : la BNE reçoit deux exemplaires de chaque livre comportant un ISBN, au lieu de trois, et toutes les bibliothèques de conservation cessent de recevoir les réimpressions.

## Salles
La Bibliothèque nationale d'Espagne comprend plusieurs salles.
La salle générale est constituée par les collections de références générales en libre accès.
Les salles spécialisées :
- La salle de l’Alcala de Henares conserve les documents venant de cette aire géographique.
- La salle Cervantes contient des manuscrits anciens et modernes, des archives personnelles, des incunables, des archives de la Bibliothèque nationale d’Espagne ainsi que des impressions de documents des XVIe, XVIIe et XVIIIe siècles contenant des premières éditions ou des œuvres spéciales venant de siècles antérieurs. Cette salle contient également des pièces de théâtre et des œuvres de Cervantès en libre-accès.
- La salle Goya comprend des dessins et des gravures, des livres illustrés avec des images originales, des photographies, des cartes anciennes et modernes, manuscrites et imprimées. C’est une salle de référence, spécialisée dans l’art, le dessin, les gravures, la photographie, la cartographie et l’iconographie.
- La salle Barbieri met à disposition des partitions manuscrites et imprimées, des livres spécialisés en musique, des revues et des brochures spécialisées, des archives originales de musique espagnole, des enregistrements audio, des documents audiovisuels et multimédias. Cette salle est une référence en matière de musique, de cinéma avec des fonds composés d’œuvres complètes de compositeurs, des collections étrangères de partitions, de revues spécialisées.
- La salle de la presse et des revues propose aux usagers des revues, la presse quotidienne et hebdomadaire et des bulletins officiels. Elle possède également une collection de référence d’œuvres générales et d’œuvres spécialisées ayant pour sujet la presse et les médias. Elle donne aussi accès à la presse numérisée.
- La salle d’information bibliographique permet la consultation des bases de données, des catalogues de bibliothèques espagnoles et étrangères et d’autres œuvres de référence.
- La salle de documentation contient des œuvres spécialisées en bibliothéconomie, de la documentation archivistique, muséologique, des œuvres sur les nouvelles technologies appliquées de l’information. Le fonds est en accès libre, excepté les numéros anciens des revues étrangères.

## Collections
Les trésors littéraires et artistiques des collections ont fait de la Bibliothèque nationale d'Espagne l'un des centres culturels les plus importants du monde. Ce patrimoine a été préservé et mis à disposition du public grâce au travail d’un grand nombre de personnes d'horizons professionnels divers : bibliophiles, bibliothécaires et citoyens ordinaires. Leurs contributions et leurs connaissances ont permis l’élaboration et l'enrichissement des fonds de cette grande bibliothèque.

## Les différents fonds
Le fonds initial a été enrichi au fil des siècles par divers modes d’acquisitions. De nombreuses œuvres ont été acquises pendant la guerre, mais aussi grâce aux legs et dons de la part de couvents et de membres des institutions religieuses (dans le but, souvent, d'obtenir les faveurs du roi).
Aux XVIIe siècle et XVIIIe siècle, le pays est devenu plus stable politiquement et la Bibliothèque nationale d’Espagne s’est imposée comme bibliothèque centrale. Cela s’est traduit par l’augmentation des collections grâce à l’achat, au don et à la confiscation de divers fonds de l’église, tout au long du XIXe siècle. Le fonds s’est aussi enrichi grâce aux bibliothèques des grands savants, des écrivains, des bibliophiles et des politiciens de l’époque. La bibliothèque a aussi accueilli des collections venant de couvents, de monastères, d'ordres militaires ainsi que des fonds de cathédrales comme celle de Tolède ou celle d’Ávila.

## Catalogues

### Catalogue général
Les premiers catalogues de la Bibliothèque royale publique étaient des catalogues manuscrits et reliés. La grande quantité de catalogues imprimés fut réunie dans le Guide de catalogues imprimés de la Bibliothèque nationale. La troisième édition, publiée en 2006, compte un total de 514 catalogues imprimés qui recensent tout type de collections.
En Espagne, les catalogues traditionnels, sous forme de fiches classées au nom de l'auteur, au titre du document, au mot-matière ou selon la classification décimale universelle (CDU), ont une grande importance. Ils ont été régulièrement actualisés au fil des siècles à partir d’un catalogue interne, dit catalogue « mère », l’Index général. L'année 1956 correspond au début de la rédaction du catalogue dictionnaire qui réunit en un seul volume et avec des critères de classement précis, les auteurs, les titres et les matières. De la même manière, chaque section a maintenu ses propres catalogues spécialisés, souvent réunis en une ressource unique. À partir de 1994, la Bibliothèque nationale s’est munie d’un OPAC, c’est-à-dire un catalogue d’accès en ligne. En 1996, la base de données est accessible sur le web, comme la majeure partie des grands catalogues. Depuis peu, la bibliothèque a mis en ligne le catalogue des autorités.
En 2014, le catalogue de la Bibliothèque nationale compte autour de 4 millions d’œuvres sur tout support, 8 millions de volumes et environ 500 000 notices d'autorité.

### Inventaire général des manuscrits
L’Inventaire général des manuscrits, qui réunit les manuscrits anciens de la section des manuscrits de la bibliothèque, a été publié pour la première fois en 1953. Il est possible d’accéder à la majorité de ces manuscrits depuis le catalogue en ligne.

### Catalogue collectif de publications périodiques
La Bibliothèque nationale gère aussi le Catalogue collectif de publications périodiques ou CCPP qui contient à la fois des informations sur les collections de presse et revues mais aussi un inventaire des titres conservés dans les principales bibliothèques espagnoles, au nombre d'environ 1 100. Le Répertoire de bibliothèques et départements des périodiques espagnoles réunit des informations sur plus de 10 400 bibliothèques et sert d’appui à la localisation des exemplaires du CCPP.

### Bibliothèque numérique hispanique
La Bibliothèque numérique hispanique est un portail mis en place par la Bibliothèque nationale, qui permet de consulter librement et gratuitement les œuvres numériques de la bibliothèque. L’offre disponible inclut des livres imprimés entre le XVe et le XIXe siècle, des manuscrits, des dessins, des gravures, des prospectus, des affiches, des photographies, des cartes, ainsi que des documents sonores. De plus, avec la collaboration du Département de musique et d’audiovisuel, la bibliothèque a pu mener à bien une numérisation massive des partitions.
Grâce à cette Bibliothèque numérique et au protocole OAI-PMH, la bibliothèque participe au projet de Bibliothèque numérique européenne Europeana et, en Espagne, au rassemblement des ressources numériques du Ministère de l’Éducation, de la Culture et du Sport.
De plus, la bibliothèque a donné accès à un ensemble d’œuvres sélectionnées sur la Bibliothèque numérique mondiale (World Digital Library) de l’Unesco.
La bibliothèque offre un accès à l’application de la Bibliothèque de périodiques numérique qui permet la consultation de 900 publications de presse. En 2007, cette dernière a rendu disponible la collection numérique de presse historique espagnole, hébergée par la bibliothèque. L’objectif est de faciliter l’accès aux sources importantes de l’époque pour faciliter l’étude et la recherche. En effet, les recherches dans le texte complet numérisé sont plus aisées grâce à la reconnaissance optique de caractères (OCR).

## Critiques
Au XXe siècle, à partir de la loi du dépôt légal, la Bibliothèque nationale s’est convertie, selon les mots du spécialiste Jesus Cuadrado en « el coladero más grande para desaparecer los productos de la cultura popular » - une passoire plus grande pour faire disparaître les produits de la culture populaire, des bandes dessinées aux images, en passant par les romans photos, les autocollants, les décalcomanies, les découpages, les affiches, lesquels sont dérobés par les conservateurs ou les archivistes.
La situation ne s’est pas améliorée depuis la chute du franquisme puisqu’il n'apparaissait pas prioritaire de conserver, maintenir, remplacer ou cataloguer la dénommée « culture populaire ». De cette manière, « más de la mitad de la mitad de la mitad de todos los tebeos (apaisados o verticales, es lo mismo) han desaparecido; sólo están, cuando están, las fichas, y no todas » - plus de la moitié de la moitié de la moitié de toutes les bandes dessinées ont disparu ; seules restent, quand elles existent, les fiches, et rien de plus. La même chose s’est produite pour les images et les romans photos survivants, qui se sont trouvés mis à l’écart. Du fait de cette situation, divers spécialistes de ces domaines réclament un Centre de Documentation de la bande dessinée et de la culture populaire, qui permit d’éviter « irreparable pérdida de nuestra memoria gráfica », l’irréparable perte de notre mémoire graphique.
En 2012, la Bibliothèque a organisé l’exposition « El rastro del cómic » (la trace de la bande dessinée) dans laquelle ont été réunies 155 années de vignettes conservées par la bibliothèque.